# یوآنا بندا
یوآنا بندا (لهستانی: Joanna Benda؛ زادهٔ ۱۹۷۲) بازیگر اهل لهستان است. وی دانش‌آموختهٔ آکادمی ملی هنرهای نمایشی الکساندر زلوروویچ در ورشو است.
از فیلم‌ها یا مجموعه‌های تلویزیونی که وی در آن‌ها نقش داشته‌است، می‌توان به دام، شامانکا، طایفه، در خوشی و سختی و اجاره‌نشین‌ها اشاره نمود.